# 蕃地 (竹東郡)
新竹州竹東郡蕃地於大正九年（1920年）成立，轄區包括今新竹縣尖石鄉（不含玉峰村一部分）與五峰鄉。
昭和二年（1927年）2月1日，大溪郡蕃地的「タバホ社」（田埔）、「シボツケ社」（控溪/秀巒）與「タイヤカン社」（泰亞崗）改編入竹東郡蕃地。
昭和四年（1929年）4月23日，大溪郡蕃地的「マカガオン社」（煤源）改編入竹東郡蕃地。

## 行政區劃
轄域內分為：
- 今尖石鄉：
  - 義興村：マトヱ社（馬胎）、ジヘン社（義興）
  - 嘉樂村：マクシユジン社（麥樹仁/尖石）、カラバイ社（加拉排/嘉樂）
  - 新樂村：ラハオ社（拉號）、シラツク社（水田/新樂）
  - 梅花村：メカラン社（梅花）
  - 錦屏村：ナロ社（那羅）
  - 秀巒村：キンロワン社（錦路）、ヨロ社（養老）、タラツカス（塔拉卡斯/栗園，1933年併入牧山）

- 今五峰鄉：
  - 大隘村：シパジー社（十八兒/五峰）、タイアイ社（大隘）、シイガオ社（茅圃）
  - 花園村：ビーライ社（比來）、メホマン社（模克拉加/花園）、マキヤマ社（牧山/天湖，1933年由塔拉卡斯成立）
  - 竹林村：マイバライ社（麥巴來/和平）、タコナン社（竹林/羅山）
  - 桃山村：メントユー社（民都有/清泉）、パスコワラン社（白蘭）、テントン社（天頓/民生）

## 設施

### 神社
- 今五峰鄉：
  - 十八兒祠（1927年11月10日鎮座）[1]:301
  - シヤカロ祠（鎮座時間不詳）[1]:302